# فرضية التيارين
فرضية التيارين هي نموذج المعالجة العصبية لكل من البصر والسمع. تجادل الفرضية، وفقًا لديفيد ميلنر وملفين أ. غوديل، كاتبي الوصف الأولي للفرضية في عام 1992، بامتلاك الإنسان نظامين بصريين مستقلين. مؤخرًا، ظهرت أيضًا دلائل على وجود جهازين سمعيين مستقلين. تتبع المعلومات البصرية الخارجة من الفص القذالي، إلى جانب الصوت الخارج من الشبكة النطقية، مسارين رئيسيين، أو «تيارين». يؤدي التيار البطني (الذي يُعرف أيضًا باسم «المسار ماذا») إلى الفص الصدغي، المسؤول عن الإدراك البصري والتعرف على الأشياء وإدراكها. يؤدي التيار الظهري (أو «المسار أين») إلى الفص الجداري، المسؤول عن معالجة الموقع المكاني للأشياء بالنسبة إلى الناظر إلى جانب تكرار الكلام.

## لمحة تاريخية
اقترح العديد من الباحثين عددًا من الأفكار المشابهة في السابق. يفيد الباحثان نفسهما باستلهامهما العمل على الفرضية من أعمال ويسكرانتز المتعلقة بالعمى البصري، إلى جانب الأبحاث البصرية العلمية العصبية السابقة. اقترح شنايدر وجود جهازين بصريين للتموضع والتعرف في عام 1969. وصف إنجل بدوره نظامين بصريين مستقلين لدى الضفادع في عام 1973. قدّم إتلنغر مراجعة حول الدليل العصبي النفسي على وجود الفرق عام 1990. علاوة على ذلك، قدّم تريفارثن تقريرًا حول وجود آليتين بصريتين منفصلتين لدى القردة في عام 1968.
في عام 1982، استطاع كل من أنغرلايدر وميشكن التمييز بين التيارين الظهري والبطني، ووصفاها بأنها معالجة السمات المكانية والبصرية على الترتيب، من خلال دراسة الآفات على القردة – ما شكّل أصل الفرق «ماذا» مقابل «أين». حافظ إطار العمل هذا على تأثيره على الرغم من حلول الإطار الخاص بميلنر وغوديل محله.
شكل العمل التجريبي المتعلق باستكشاف قدرات المريضة «دي إف» المصابة بالعمه البصري أحد أكبر مصادر المعلومات المؤثرة على النموذج. جاء التقرير الأول، الأكثر تأثيرًا، من غوديل وزملائه في عام 1991، إذ استمر نشر العمل حول المريضة «دي إف» بعد عقدين من الزمن. تمحورت بعض انتقادات النموذج على ذلك نظرًا إلى اعتماده المفرط على نتائج حالة واحدة.

## الجهازين السمعيين

### التيار البطني
إلى جانب المسار البطني البصري بالغ الأهمية في المعالجة البصرية، ينشأ أيضًا المسار البطني السمعي عن القشرة المخية السمعية الأولية. في هذا المسار، تُعالج الوحدات الصوتية متحولة بشكل لاحق إلى مقاطع لفظية وأصوات بيئية. تنضم المعلومات بعد ذلك إلى التيار البطني البصري عند التلفيف الصدغي المتوسط والقطب الصدغي، حيث تتحول الأشياء السمعية إلى مفاهيم سمعية بصرية.

### التيار الظهري
تتجلى وظيفة المسار الظهري السمعي في تخطيط التمثيلات الحسية السمعية على التمثيلات الحركية النطقية. يزعم هيكوك وبوبل بأن أهمية المسار الظهري السمعي نابعة من أن «تعلم الكلام عبارة عن مهمة تعلم حركي في الأساس. يشكل الحس المدخلات الأساسية لذلك، وعلى وجه الخصوص الكلام. نتيجة لذلك، لا بد من وجود آلية عصبية من شأنها تشفير حالات أصوات الكلام والحفاظ عليها على حد سواء، إلى جانب قدرتها على استخدام هذه المسارات الحسية من أجل توجيه ضبط إيماءات الكلام بهدف إعادة إنتاج الأصوات بدقة».
على النقيض من المعالجة السمعية للتيار البطني، تدخل المعلومات من القشرة المخية السمعية الأولية إلى داخل التلفيف الصدغي الخلفي العلوي والتلم الصدغي الخلفي العلوي. تنتقل المعلومات من هناك إلى بداية المسار الظهري، الذي يقع على الحدود الفاصلة بين الفص الصدغي والفص الجداري بالقرب من شق سيلفيوس. تبدأ الخطوة الأولى من المسار الظهري في الوجيهة الحسية الحركية، الواقعة في منطقة سيلفيوس الصدغية الجدارية (إس بّي تي) اليسرى (أي داخل شق سيلفيوس عند الحدود الصدغية الجدارية). تُعد منطقة «إس بّي تي» مهمة من أجل إدراك الأصوات وإعادة إنتاجها. يظهر ذلك جليًا من خلال قدرتها على اكتساب المفردات الجديدة، واضطرابها الناتج عن كل من آفات إنتاج الكلام والتغذية الراجعة السمعية، واضطرابات النطق الناشئة في الصمم متأخر الحدوث والآثار غير الصوتية لحبسة فيرنيكه؛ خلل المراقبة الذاتية. تُعتبر أيضًا مهمة في الآليات العصبية الأساسية الخاصة بالذاكرة الصوتية قصيرة الأمد. يؤدي انعدام وجود «إس بّي تي» إلى خلل في اكتساب اللغة. تنتقل المعلومات بعد ذلك إلى الشبكة النطقية، التي تنقسم إلى جزأين منفصلين. تقع الشبكة النطقية 1، المسؤولة عن معالجة برامج المقاطع الصوتية الحركية، في التلفيف الصدغي الخلفي السفلي الأيسر إلى جانب منطقة برودمان 44 (بّي آي إف جي – بي إيه 44). تُعد الشبكة النطقية 2 مسؤولة عن معالجة البرامج الصوتية الحركية، وتقع في «إم 1 – في بي إيه 6» الأيسر.
تؤثر الحبسة التوصيلية على قدرة الفرد الخاصة بإنتاج الكلام (نموذجيًا من خلال التكرار)، على الرغم من عدم تأثيرها على قدرة الفرد الخاصة بفهم اللغة المحكية. يدل هذا على وجوب انعكاس الحبسة التوصيلية كخلل في المسار الظهري السمعي وليس المسار البطني السمعي. وجد بوخسبوم وآخرون احتمال حدوث الحبسة التوصيلية كنتيجة لتلف، على وجه التحديد الآفات، في «إس بّي تي» (منطقة سيلفيوس الجدارية الصدغية). يتجلى ذلك من خلال مشاركة «إس بّي تي» في اكتساب المفردات الجديدة، إذ بينت التجارب ضعف قدرة المرضى المصابين بالحبسة التوصيلية على تكرار الكلمات المعقدة منخفضة التردد، على الرغم من قدرتهم على تكرار الكلمات البسيطة عالية التردد. تُعد «إس بّي تي» مسؤولة عن ربط الجهازين السمعي والحركي من خلال تمكين وصول الشيفرة السمعية إلى القشرة الحركية. على ما يبدو، تعيد القشرة الحركية إنشاء الكلمات البسيطة منخفضة التردد (مثل كوب) بهدف الوصول إليها بسرعة وكفاءة أكبر، بينما تتطلب الكلمات المركبة منخفضة التردد (مثل منطقة سيلفيوس الجدارية الصدغية) تنظيمًا مباشرًا نشطًا من قبل «إس بّي تي». يفسر هذا سبب مواجهة المرضى المصابين بالحبسة التوصيلية صعوبات معينة مع الكلمات منخفضة التردد التي تستلزم مزيدًا من المعالجة اليدوية لإنتاج الكلام. «وظيفيًا، تتميز الحبسة التوصيلية بوصفها العجز في القدرة على تشفير المعلومات الصوتية للإنتاج»، أي نتيجة اضطراب الوجيهة السمعية الحركية. ترتبط الحبسة التوصيلية بشكل أكثر تحديدًا مع تلف الحزمة القوسية، التي تُعتبر بالغة الأهمية لكل من فهم اللغة والكلام، إذ تمثل الحزمة القوسية الرابط بين منطقتي بروكا وفيرنيكه.